# Robert Bales
Robert Bales (30 de junio de 1973) es un exsoldado del Ejército de Estados Unidos que disparó fatalmente a dieciséis civiles afganos en Panjwai, Kandahar, Afganistán, el 11 de marzo de 2012 e hirió a seis más. El 23 de agosto de 2013, Bales fue condenado a cadena perpetua sin libertad condicional.
El incidente ha sido ya ampliamente mencionado en los informes de los medios de comunicación como la masacre de Kandahar.

## Primeros años y educación
Robert Bales nació el 30 de junio de 1973, se crio en Norwood, Ohio, un suburbio de Cincinnati, fue el más joven de cinco hermanos. Asistió a la preparatoria de Norwood. Después, brevemente asistió al Colegio de Mount St. Joseph, después se transfirió a la Universidad Estatal de Ohio, donde estudió economía durante tres años, pero no llegó a graduarse en 1996.
Después de salir de la universidad, Bales trabajó como corredor de bolsa en cinco empresas de servicios financieros en Columbus, Ohio. Las empresas estaban relacionadas, compartiendo empleados y oficinas corporativas. Durante ese período, mientras trabajaba en Michael Patterson, Inc., Bales y la firma realizaron algunas actividades de valores fraudulentas. Un panel de arbitraje más tarde, encontraron a Bales y a su compañía responsables por fraude financiero relacionado con el manejo de una cuenta de jubilación y les ordenaron pagar 1.4 millones de dólares en daños y perjuicios. Gary Liebschner, la víctima, dijo que "nunca le pagaron un centavo" del fallo. Según el abogado de Liebschner, no pudieron realizar la acción legal en contra de Bales porque no fueron capaces de localizar a este quien había ingresado al Ejército de los Estados Unidos dieciocho meses después de la presentación del largo caso de arbitraje.
En mayo de 1999, mientras seguía trabajando en una empresa de valores en Ohio, Bales, su hermano Mark y Marc Edwards constituyen una empresa de servicios financieros de nombre Spartina Invesments en Doral, Florida. En septiembre de 2000 el estado ordenó la disolución de Spartina Investments después de que la empresa no pudo presentar su informe anual en el momento requerido.

## Servicio militar
Robert Bales se alistó en el Ejército de los Estados Unidos, en noviembre de 2001, poco después de los ataques terroristas del 11 de septiembre. Fue asignado inicialmente al 2.º batallón, 3.º Infantería de la 3.ª brigada Stryker, 2.ª División de Infantería en Fort Lewis, cerca de Tacoma, Washingrton. Completó tres vueltas en la Guerra de Irak: doce meses entre 2003 y 2004, quince meses en 2006 y 2007 y diez meses en 2009 y 2010. Durante su servicio en el 2007, según informes, se lesionó un pie en la Batalla de Najaf y en el 2010 fue tratado por un traumatismo craneoencefálico después de que su vehículo se volcó en un accidente.
Bales fue ascendido a sargento segundo (Staff sergeant), el 1 de abril de 2008 y tuvo entrenamiento como francotirador ese mismo año. Para el 2011 Bales esperaba la promoción a sargento primero (Sergeant first class), pero ésta no llegó. El 1 de febrero de 2012 fue asignado a la base Belambai en la provincia de Kandahar en Afganistán, donde fue responsable de proporcionar seguridad y apoyo a las Fuerzas Especiales del Ejército (boinas verdes), y a los Navy SEALs que se dedicaban a las operaciones de estabilidad en la zona.

## Masacre de Kandahar

Localización de la masacre en la provincia de Kandahar en Afganistán

En la noche del 11 de marzo de 2012, dieciséis civiles afganos fueron asesinados a tiros en las aldeas de Balandi y Alkozai cerca de la base estadounidense de Belambai.  El 24 de marzo, los investigadores del Ejército de Estados Unidos afirmaron que Bales, de 38 años de edad, era la única persona responsable de los tiroteos y que las muertes fueron el resultado de dos ataques separados. Los investigadores informaron que el Sgt. Robert Bales regresó a la base Belambai después del primer ataque y que abandonó el campamento una hora después para cometer el segundo ataque.

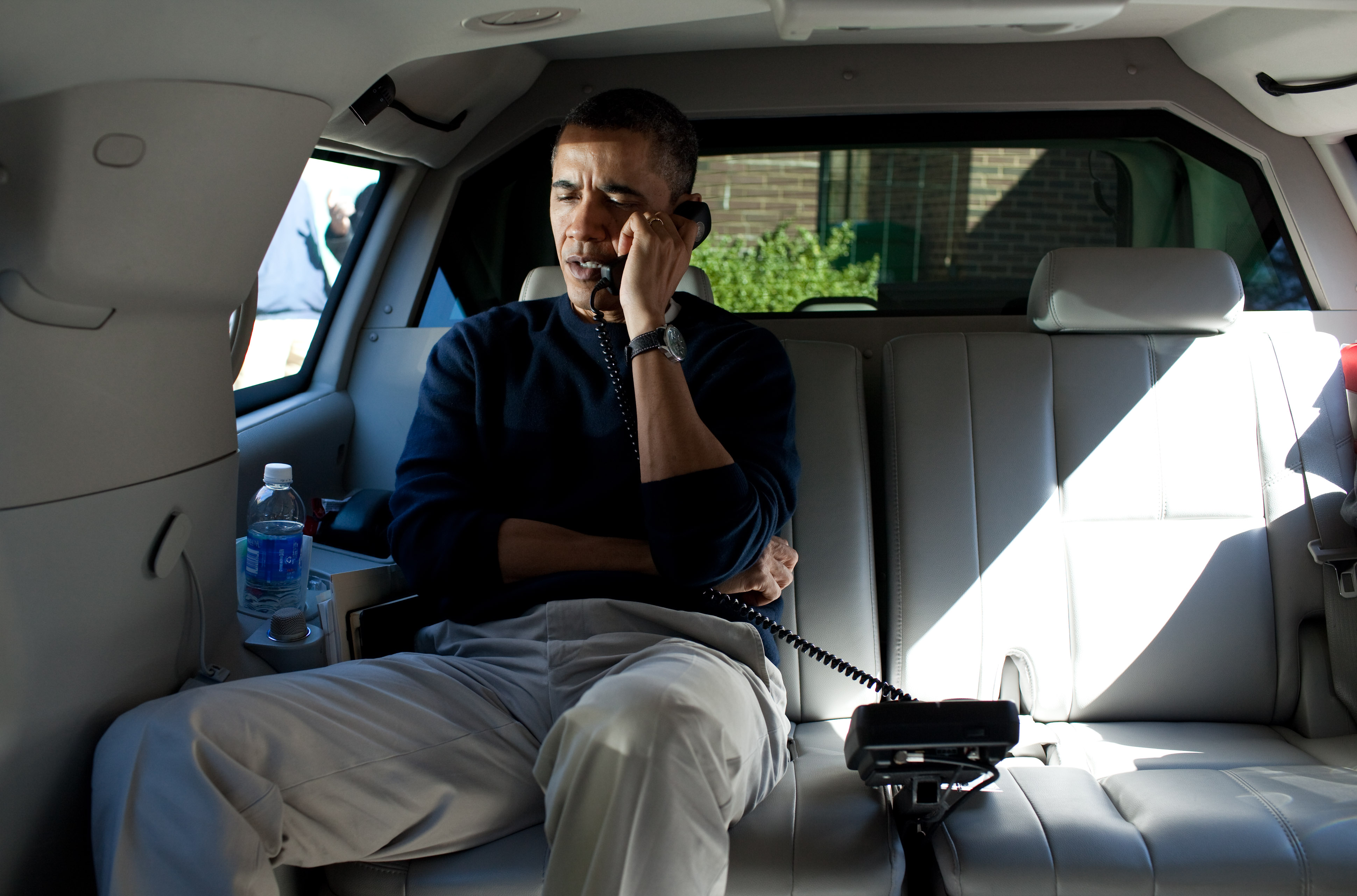
El presidente Barack Obama hablando por teléfono con el presidente afgano Hamid Karzai después de la matanza

Un oficial militar de alto rango dijo que Bales habían estado bebiendo alcohol con otros dos soldados en la noche de los disparos, en violación de las normas militares en zonas de combate. Según el secretario de defensa, Leon Panetta, Bales reconoció los asesinatos inmediatamente después de ser capturado. Unos minutos más tarde se negó a hablar con los investigadores y pidió un abogado. El abogado civil de Bales, John Henry Browne, quien también representó el asesino en serie Ted Bundy, más tarde dijo: "el gobierno no sabe que es lo que va a probar, no hay evidencia forense, no hay confesión". Sin embargo, en mayo de 2013, Browne dio marcha atrás y dijo que su cliente podría confesar la masacre a cambio de evitar la pena de muerte. En total, la masacre incluyó cuatro hombres, tres mujeres y nueve niños, algunos de tan sólo dos años de edad. Las armas empleadas durante los ataques fueron una carabina M4 con lanzagranadas y una pistola Beretta 92, aunque se reportó que algunas víctimas fueron apuñaladas.

## Detención

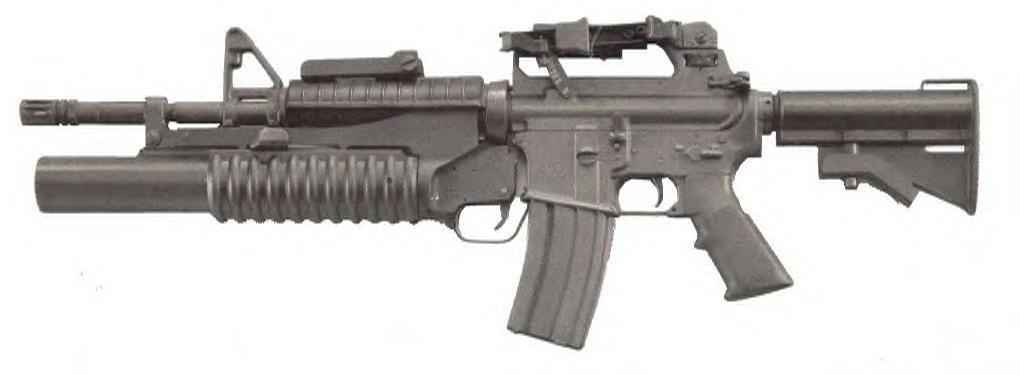
Carabina M4 con lanzagranadas M203 similar a la utilizada por el Sgt. Bales el 11 de marzo de 2012

El Sgt. Bales fue trasladado rápidamente de Afganistán a una base militar en Kuwait. El repentino traslado al país árabe provocó un revuelo diplomático, ya que el gobierno de Kuwait se enteró del caso de Bales en las noticias antes de escuchar formalmente al gobierno de los EE. UU. "Cuando se enteraron de ello, los kuwaitíes protestaron ya que no lo querían en su país", dijo un funcionario estadounidense no identificado. El 16 de marzo de 2012 Bales llegó al Centro Penitenciario en Fort Leavenworth, Kansas, una instalación de custodia media/mínima. De acuerdo con el coronel James Hutton, director de relaciones del ejército con los medios, Bales tiene su propia celda y esta en contacto con la población general de la prisión militar. En octubre de 2012 Bales fue trasladado al Centro Penitenciario Regional Northwest en la base conjunta Lewis-McChord. El 23 de marzo de 2012, el Gobierno de los EE. UU., acusa formalmente en una corte marcial al Sgt. Robert Bales de diecisiete cargos de asesinato, seis cargos de intento de homicidio y seis cargos de asalto. El 1 de junio del mismo año, el gobierno desechó uno de los cargos de asesinato y señaló que una de las víctimas se había contabilizado dos veces. Al mismo tiempo, se presentaron otros cargos incluyendo el abuso de los esteroides, consumo de alcohol y tratar de destruir evidencias; los cargos de asalto se incrementaron de seis a siete.

## Corte marcial

Beretta 92 similar a la empleada por el Sgt. Bales el 11 de marzo de 2012

John Henry Browne junto con a un equipo de abogados militares defendió a Bales. De acuerdo con Gary Solis, ex marine, experto en crímenes de guerra y en el sistema de justicia militar, afirmó que basar la defensa en locura temporal era una estrategia posible, aunque el acusado no tenía un historial de problemas mentales. "Es difícil decir si el caso o incluso ir a juicio por crímenes de guerra como este es posible que haya una defensa por demencia, donde el sujeto es incapaz de reconocer la ilicitud de sus actos a causa de una lesión o enfermedad mental grave". Incluso en el curso de francotirador que Bales aprobó cuatro años antes, paso todas la pruebas psicológicas que deben de cubrir todos los candidatos.
Bajo el código penal militar de los EE. UU., la pena de muerte era posible, pero requería de la aprobación del presidente Barack Obama. Hasta ese momento, seis miembros del ejército fueron oficialmente condenados a muerte, a pesar de que el último militar ejecutado fue soldado de primera clase John A. Bennett en abril de 1961 por un caso de violación e intento de asesinato.
Cuando el juez militar, coronel Jeffery Nance, le preguntó "¿cuál fue el motivo de matarlos?", Bales respondió que él mismo había hecho esa pregunta "un millón de veces", y agregó: "no hay una buena razón en este mundo para justificar las cosas horribles que hice". Sostuvo que no recordaba los cuerpos al momento de abrir fuego, pero admitió que la evidencia que se tenía era clara. Dijo que había tomado esteroides exclusivamente para ser "enorme y fugarse" y los culpó "definitivamente" del aumento de irritabilidad y de ira.

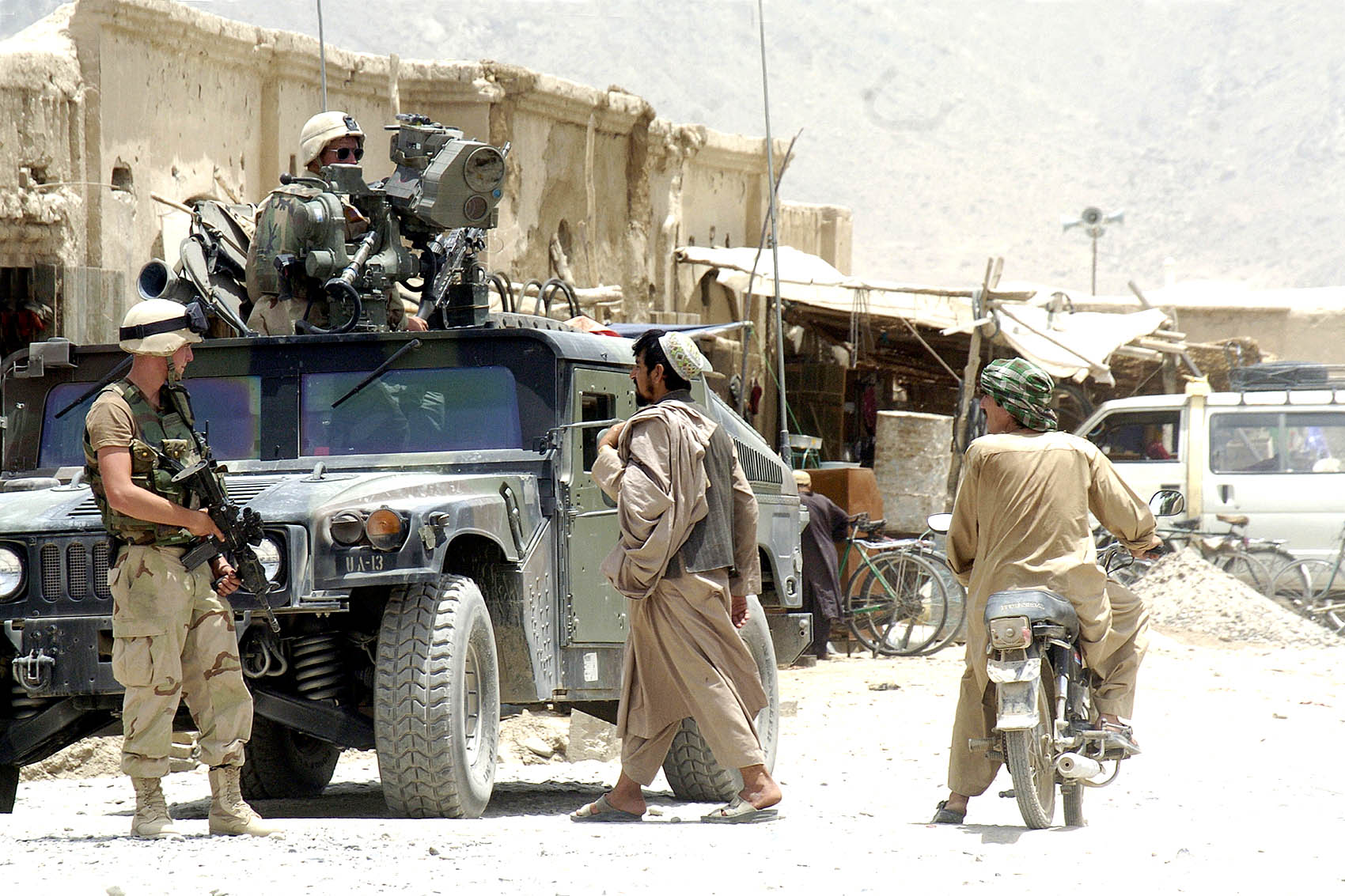
Soldados estadounidenses patrullando el distrito de Panjwai cercano a Kandahar en 2004.

En la audiencia de sentencia, los abogados defensores argumentaron a favor de una condena de cadena perpetua con posibilidad de libertad condicional con el argumento de que era un hombre atormentado que se quebró, no es un "asesino a sangre fría". Bales tomó el estrado para emitir una disculpa a sus víctimas, diciendo que si pudiera los traería de vuelta a la vida y calificó los asesinatos como "un acto de cobardía", en su turno de uso de la palabra previo a la sentencia. La fiscalía en respeto a la vida, no pidió la pena de muerte a cambio pidió una condena de cadena perpetua, sin la posibilidad de libertad condicional y cerró sus argumentos con: "en tan sólo unas pocas horas el Sgt. Robert Bales eliminó generaciones y aun así se atreve a pedir clemencia a la corte cuando él no ha mostrado ninguna...".
El 23 de agosto de 2013 el juez Nance condenó a Bales a cadena perpetua sin la posibilidad de libertad condicional junto con un jurado militar integrado por seis personas, por el asesinato de dieciséis civiles afganos, por haber herido a seis más (incluyendo mujeres y niños), y por haber quemado sus cuerpos. El acusado también fue degradado a soldado raso, el rango más bajo posible, dado de baja deshonrosamente del ejército y la orden de renunciar a toda paga, prestación y beneficio. Un comandante general tiene la facultad de revisar la corte marcial en una segunda instancia y tiene el poder de reducir la sentencia a cadena perpetua con posibilidad de libertad condicional.
Actualmente Robert Bales cumple su condena en el United States Disciplinary Barracks (USDB), en Fort Leavenworth, Kansas

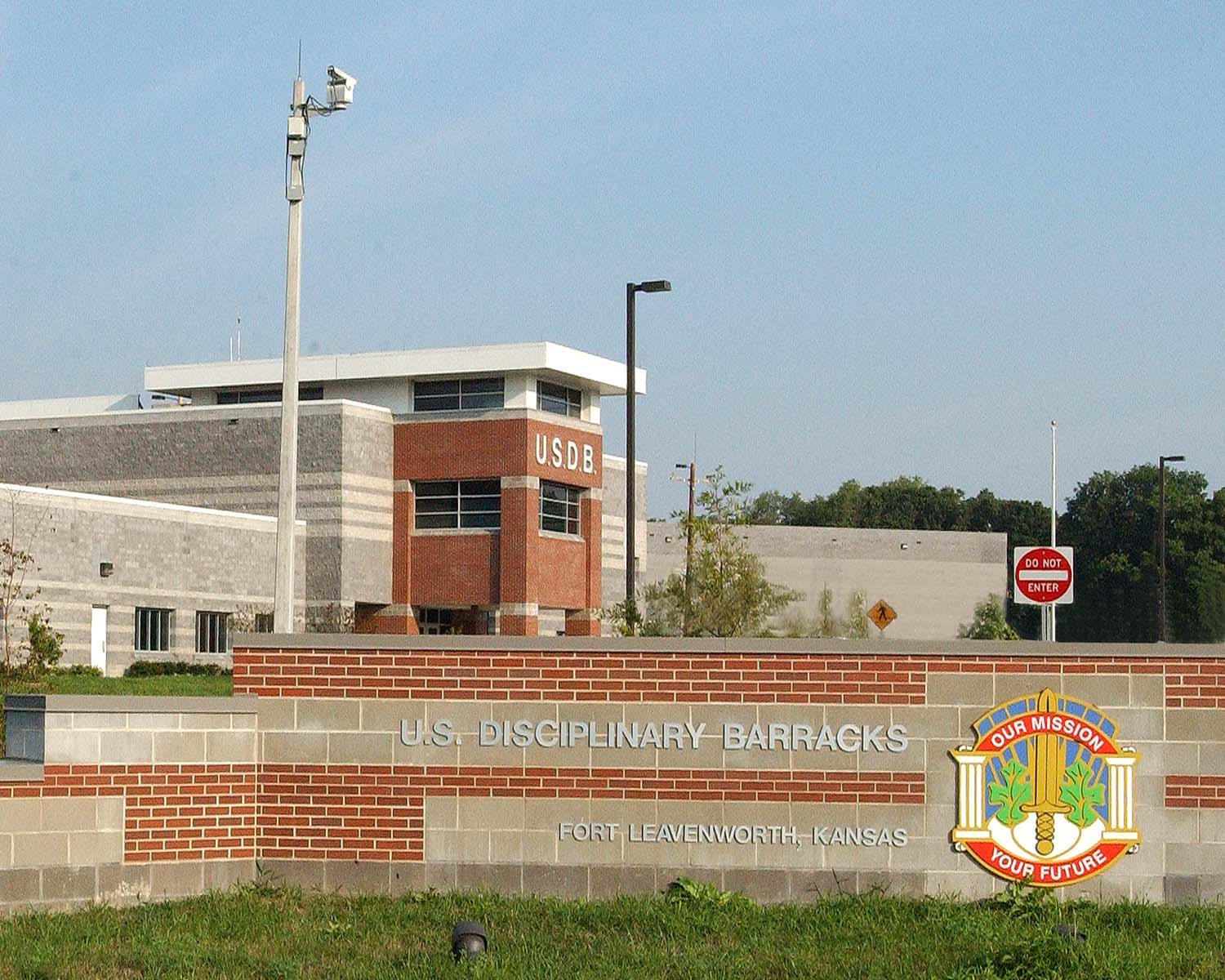
Prisión militar USDB, en Fort Leavenworth, Kansas donde Bales está recluido desde 2012.

### Apelaciones
Desde mediados de 2019, los abogados buscan un nuevo juicio en un tribunal civil para el soldado condenado, basándose en gran parte en acusaciones de que estaba bajo los efectos de una droga contra la malaria que indujo psicosis en el momento de los asesinatos. La petición de un juicio civil se produce después de que el ex sargento, agotara sus apelaciones a través de la  justicia militar quien fue que lo juzgo y sentenció.

## Compensación a las familias de las víctimas
En marzo del 2012 el gobierno de los Estados Unidos pagó miles de dólares en compensaciones a las familias de las víctimas. De acuerdo con el líder tribal Haji Agha Lalai Dastgeri miembros del ejército estadounidense acudieron a la oficina del gobernador de Kandahar y pagaron 50,000 dólares por cada persona muerta y 11,000 dólares por cada herido. El pago fue efectuado en afganis la moneda de Afganistán.

### Víctimas de la masacre
Muertos 16
- Mohamed Dawood (hijo de Abdullah)
- Khudaydad (hijo de Mohamed Juma)
- Nazar Mohamed
- Payendo
- Robeena
- Shatarina (hija de Sultan Mohamed)
- Zahra (hija de Abdul Hamid)
- Nazia (hija de Dost Mohamed)
- Masooma (hija de Mohamed Wazir)
- Farida (hija de Mohamed Wazir)
- Palwasha (hija de Mohamed Wazir)
- Nabia (hijo de Mohamed Wazir)
- Esmatullah, de 16 años (hijo de Mohamed Wazir)
- Faizullah, de 9 años (hijo de Mohamed Wazir)
- Essa Mohamed (hijo de Mohamed Hussain)
- Akhtar Mohamed (hijo de Murrad Ali)

Heridos 6

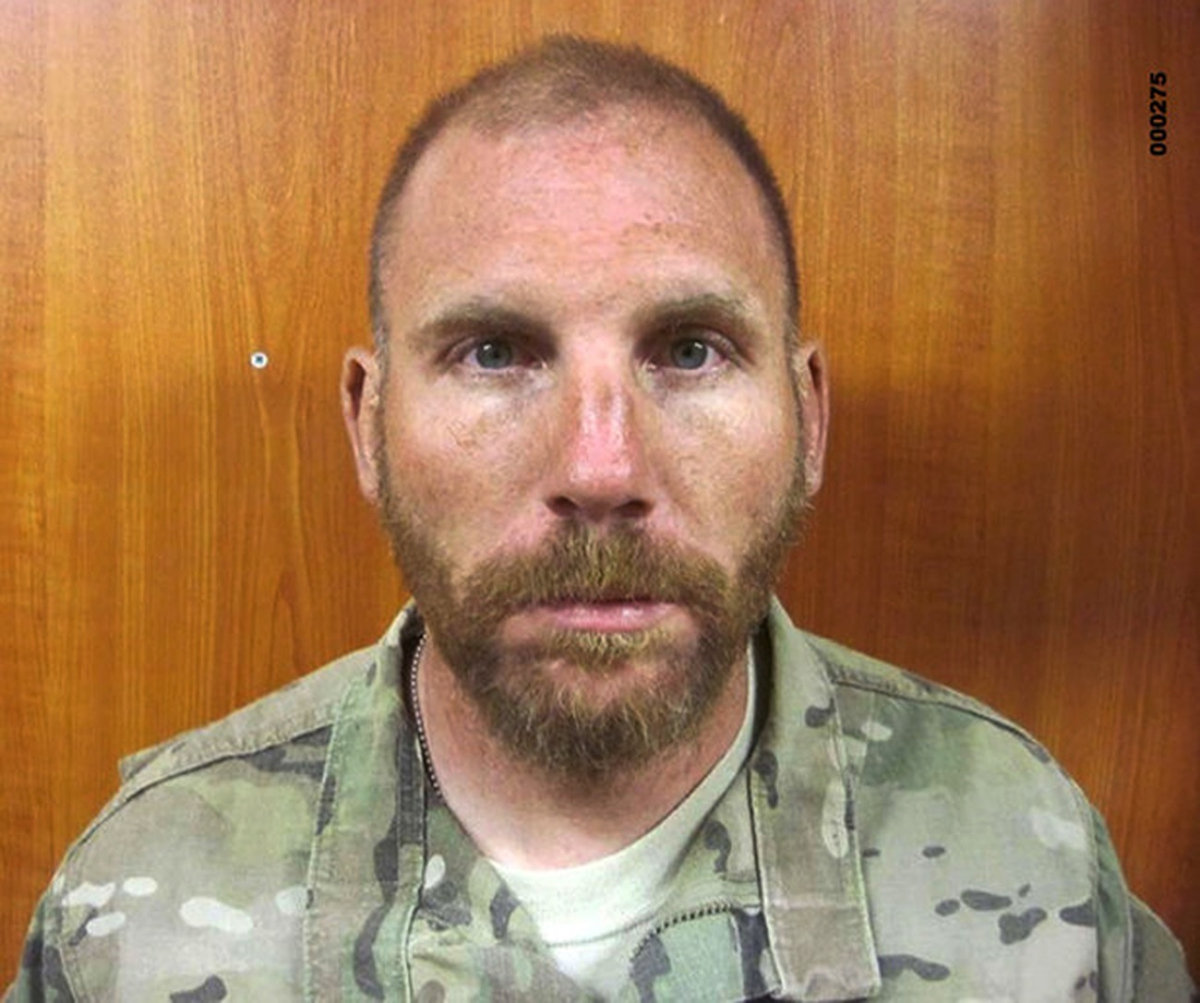
Robert Bales en marzo de 2012

- Haji Mohamed Naim (hijo de Haji Sakhawat)
- Mohamed Sediq (hijo de Mohamed Naim)
- Parween
- Rafiullah
- Zardana
- Zulheja

## Entrevistas en la prisión de Fort Leavenworth
Después de varios meses de entrevistas mientras estaba en prisión en 2015, Bales reveló en profundidad su recuerdo de sus acciones paso a paso la noche de la masacre y por qué creía que actuó de la manera en que lo hizo con el reportero Brendan Vaughan en un artículo publicado en la revista GQ el 21 de octubre de 2015.

## Vida personal
Bales está casado con Karilyn Bales con quien tiene dos hijos (Quincy y Bobby). Por seguridad y el acoso de los medios la familia se mudó de Lake Tapps, en el estado de Washington a una base militar. En una entrevista de la revista People de julio de 2012, la esposa de Bales afirma que su marido no era capaz de cometer los asesinatos.
Tres días antes de la masacre de 16 civiles afganos, mientras el sargento Robert Bales cumplía 1,192 días en combate, su casa de Tacoma, Washington, fue puesta en venta en una de las listas de bienes raíces. Años de servicio en el extranjero con el sueldo de un sargento 2o., llevó los recursos familiares hasta un punto de quiebre y ahora la propiedad de la familia Bales se encuentra en mal estado y con 50,000 dólares por debajo de su valor.